# Mule (Software)
Mule ist ein Open Source Enterprise Service Bus (ESB) und eine Integrationsplattform. Die Plattform basiert auf Java und kann als Schnittstelle die Interaktion von und zu anderen Plattformen wie .NET herstellen. Sie bietet die Möglichkeit, mit Webservices oder Sockets zu arbeiten.
Die Architektur ist skalierbar und ermöglicht, schnell und nahtlos alte Systeme mit unternehmensinternen Anwendungen untereinander, mit Systemen etablierter Hersteller und mit bzw. in der Cloud zu integrieren und die SOA-Grundsätze anzuwenden. Mule unterstützt alle modernen Transporte und Protokolle.